# Megophrys zunhebotoensis
Espèce
Synonymes
- Xenophrys zunhebotoensis Mathew & Sen, 2007

Statut de conservation UICN

 DD  : Données insuffisantes
Megophrys zunhebotoensis est une espèce d'amphibiens de la famille des Megophryidae.

## Répartition
Cette espèce est endémique de l'État du Nagaland dans le nord-est de l'Inde. Elle se rencontre dans le district de Zunheboto à environ 1 715 m d'altitude,.

## Étymologie
Son nom d'espèce, composé de zunheboto et du suffixe latin -ensis, « qui vit dans, qui habite », lui a été donné en référence au lieu de sa découverte, le district de Zunheboto.

## Publication originale
- Mathew & Sen, 2007 : Description of two new species of Xenophrys (Amphibia: Anura: Megophryidae) from north-east India. Cobra, vol. 1, no 2, p. 18-28.